# Nirasaki
Nirasaki (韮崎市, Nirasaki-shi) és una ciutat de la prefectura de Yamanashi, al Japó.
El novembre de 2015, la ciutat tenia una població estimada de 31.006 habitants i una densitat de població de 216 habitants per km². L'àrea total és de 132.69 km².

## Geografia
Nirasaki està situada a la regió nord-est de la prefectura de Yamanashi. Fa frontera a est i oest amb el Parc Nacional de Minami Alps.

### Municipalitats veïnes
- Prefectura de Yamanashi
  - Hokuto
  - Minami-Alps
  - Kai

## Història
L'àrea de l'actual Nirasaki fou la terra ancestral del clan Takeda, que dominaren la província de Kai en el període Sengoku. Durant el període Edo, l'àrea fou un tenryō controlat directament pel shogunat Tokugawa, i la vila de Nirasaki era una estació postal de la carretera Kōshū Kaidō. A principis del període Meiji, l'àrea fou organitzada en 14 viles dins del districte de Kitakoma. Nirasaki esdevingué poble el 20 de setembre de 1892.
La ciutat actual de Nirasaki va fundar-se mitjançant la fusió del poble de Nirasaki amb ten viles veïnes el 10 d'octubre de 1954.

## Educació
Nirasaki disposa de cinc escoles de primària, dos instituts de secundària baixa i dos de batxillerat.

## Fills il·lustres
- Satoshi Omura (1935 -) bioquímic, Premi Nobel de Medicina o Fisiologia de l'any 2015.

## Agermanament
- – Fairfield, Califòrnia, EUA[3]
- – Jiamusi, Heilongjiang, Xina[4]